# Belomitra viridis
Belomitra viridis é uma espécie de gastrópode do gênero Belomitra, pertencente a família Belomitridae.